# Мартиновићи (Глина)
Мартиновићи су насељено мјесто на подручју града Глине, у Банији, Република Хрватска.

## Историја
Мартиновићи су се од распада Југославије до августа 1995. године налазили у Републици Српској Крајини. Током агресије на РСК, многи Срби су протерани из Мартиновића.

## Становништво
На попису становништва 2011. године, Мартиновићи су имали 71 становника.
| Националност       | 1991. | 1981. | 1971. | 1961. |
| Срби               | 279   | 346   | 371   | 492   |
| Југословени        |       |       | 23    |       |
| Хрвати             |       | 1     | 1     |       |
| остали и непознато | 11    | 5     | 2     | 1     |
| Укупно             | 290   | 352   | 397   | 493   |

| Демографија | Демографија | Демографија |
| Година      | Становника  | Становника  |
| ----------- | ----------- | ----------- |
| 1961.       | 493         |             |
| 1971.       | 397         |             |
| 1981.       | 352         |             |
| 1991.       | 290         |             |
| 2001.       | 94          |             |
| 2011.       | 71          |             |

## Попис 1991.
На попису становништва 1991. године, насељено место Мартиновићи је имало 290 становника, следећег националног састава:
| Попис 1991.‍ | Попис 1991.‍ | Попис 1991.‍ | Попис 1991.‍ | Попис 1991.‍ |
| ----------- | ----------- | ----------- | ----------- | ----------- |
|             |             |             |             |             |
| Срби        | Срби        |             | 279         | 96,20%      |
| непознато   | непознато   |             | 11          | 3,79%       |
| укупно: 290 |             |             |             |             |